# Kimberley Casey
Kimberley „Kim“ Casey ist eine US-amerikanische Filmproduzentin, Filmregisseurin und Filmschauspielerin der späten 1980er und frühen 1990er Jahre.

## Leben
Casey trat als Schauspielerin 1988 in den beiden Filmen Night Wars – Tödliche Träume und Phönix – The Warrior erstmals in Erscheinung. Im Folgejahr gab sie mit The Bounty Hunter ihr Debüt als Filmproduzentin. Im selben Jahr produzierte sie die Filme White Fury und Future Force und fungierte als Regisseurin am Film Born Killer. 1990 produzierte sie die Filme Lost Platoon, Future Zone, That’s Action, Lock 'n' Load und Deadly Dancer. Für letzteren Film fungierte sie außerdem als Regisseurin. 1991 produzierte sie die Filme Stroker und Cop-Out. Anschließend war sie an keiner weiteren Filmproduktion mehr beteiligt.

## Filmografie (Auswahl)

### Produktion
- 1989: The Bounty Hunter
- 1989: White Fury
- 1989: Future Force
- 1989: Reactor (Deadly Reactor)
- 1990: Lost Platoon (The Lost Platoon)
- 1990: Future Zone
- 1990: That’s Action
- 1990: Lock 'n' Load
- 1990: Deadly Dancer
- 1991: Stroker (Project Eliminator)
- 1991: Cop-Out

### Regie
- 1989: Born Killer
- 1990: Deadly Dancer

### Schauspiel
- 1988: Night Wars – Tödliche Träume (Night Wars)
- 1988: Phönix – The Warrior (Phoenix the Warrior)
- 1989: Reactor (Deadly Reactor)
- 1989: Future Force
- 1990: Lock 'n' Load